# Tlaltecuhtli

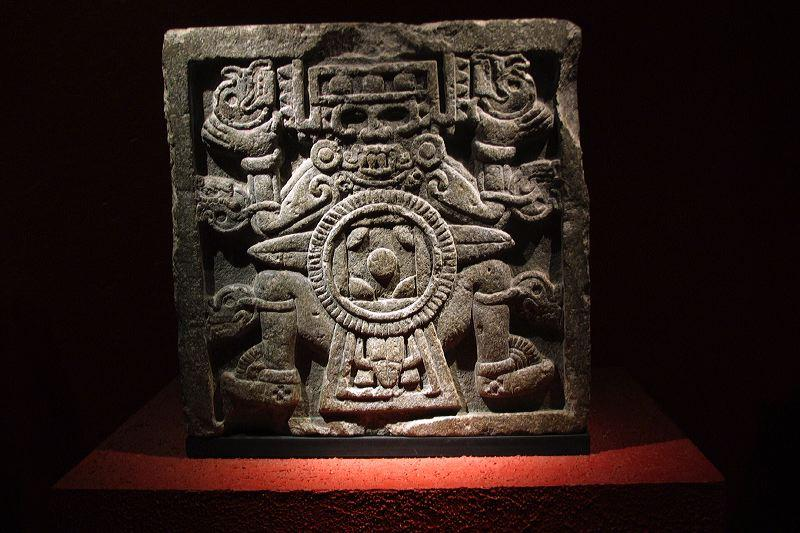
Estatua de Tlaltecuhtli.

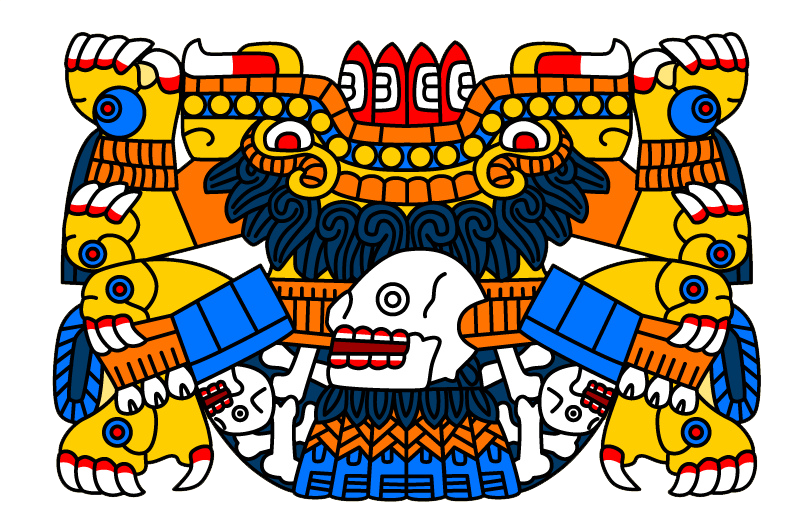
Ilustración de Tlalcihuatl.

Tlaltecuhtli (del náhuatl clásico: tlaltecuhtli ‘el señor de la tierra’‘tlalli, tierra; tecuhtli, señor’) es una representación anahuaca, identificada a partir de esculturas e iconografía que pertenece al período Post-Clásico de Anáhuac (ca. 1200-1519); su culto se encuentra principalmente entre los mexicas y otras culturas de habla náhuatl. Tlaltecuhtli era una deidad de la Mesoamérica antigua, plasmada en las esculturas e iconografía; también es conocida gracias a varios manuscritos coloniales mexicanos en los que quedaron registrados los credos, ceremonias y pensamientos de los pueblos del México prehispánico; además se registró en Histoire du Méxique, una compilación sobre la cultura mexicana hecha a mediados del siglo XVI.
De acuerdo con fuentes no determinadas, Tlaltecuhtli se describe como un monstruo marino que vivió en el océano después del cuarto diluvio; es una encarnación del caos que asolaba antes de su creación. Quetzalcóatl y Tezcatlipoca, en su forma de serpientes, lo partieron a la mitad: arrojaron una mitad hacia arriba para crear el cielo y las estrellas y tiraron la otra mitad para que se convirtiera en la tierra. Sin embargo, sobrevivió y exigió sangre humana. Aunque el nombre de la deidad es una forma masculina en la lengua náhuatl, la mayoría de las representaciones de Tlaltecuhtli exponen claramente las características femeninas, y se representa a menudo en la posición de parto característica de una mujer al dar a luz.

## Atributos y relación con otras deidades

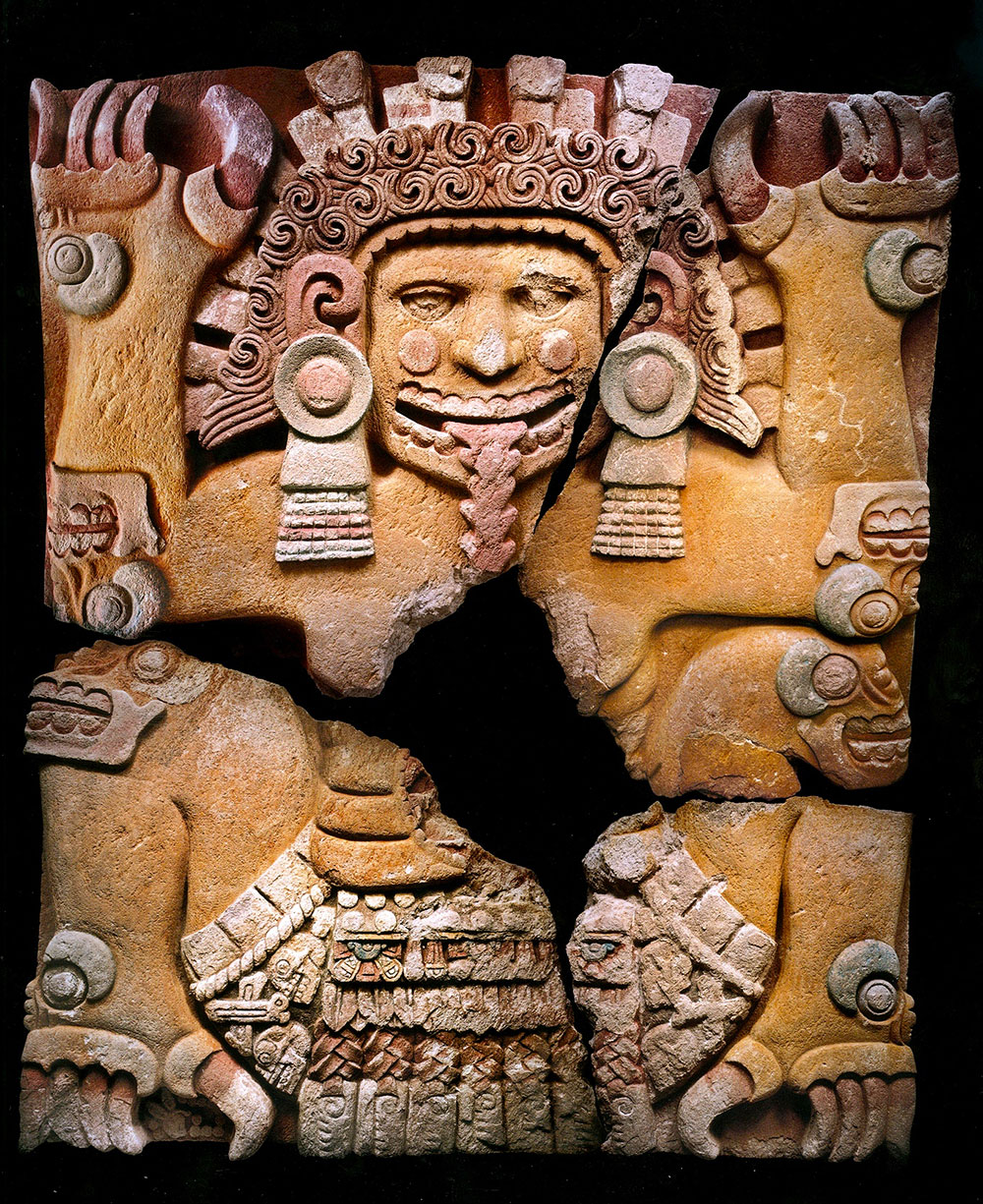
Monolito de Tlaltecuhtli desenterrado en Tenochtitlan.

Tlaltecuhtli se identifica como la diosa o el dios de la tierra en la mitología mexica del cual nació el orden, las plantas y la humanidad. Podemos encontrar a Tlaltecuhtli representado de cuatro maneras: femenino antropomorfo, masculino antropomorfo, femenino zoomorfo y como Tláloc-Tlaltecuhtli. Un ejemplo de representación zoomorfa del dios de la tierra es el semejante al aspecto de una rana dentuda cuando Tlaltecuhtli tiene como pareja a Coatlicue, madre de Huitzilopochtli, los cuales viven en el interior de la tierra. A esta deidad se le encuentra asociada en algunas ocasiones con Cihuacóatl, Tonantzin y Tonatiuh.
Por otra parte en su libro Tlaltecuhtli, Leonardo López Luján (arqueólogo del Templo Mayor) describe a la diosa como un monstruo caótico y fértil que, una vez muerto, explota de vida; un devorador que nutre y hace vivir la Tierra que, con el sol, se reparte el imperio del mundo. No obstante, tiene un comportamiento en común con los dioses de la muerte, el cual consiste en asumir un doble papel en el cosmos. Por un lado, tiene funciones generativas, tanto en el principio del ciclo vegetal como en la concepción de los seres humanos; y por el otro, es una devoradora insaciable de sangre y cadáveres. 
De manera general, Tlaltecuhtli, la diosa de la tierra, era la encargada de devorar los cadáveres; la carne y la sangre eran su alimento. Posteriormente, paría el alma de cada persona para que pudiera iniciar el viaje al Mictlán, si moría de forma natural; al Tlalocan, si sucumbía en una muerte relacionada con el agua; o rumbo al sol, si eran mujeres fallecidas durante el parto, guerreros o tlatoanis. El siguiente sendero rumbo al Mictlan, después de ser devorado el cuerpo, era el pasadero del agua, que podría hacer referencia al líquido amniótico en el que crece y se desarrolla un feto durante el embarazo.
A pesar de ser una de las deidades más prominentes y particularmente veneradas por los mexicas, Tlaltecuhtli no desempeñaba un gran papel en su religión. Como cierto número de dioses no se le ve aparecer más que en el calendario adivinatorio, algunas de cuyas fechas “domina”. Sus grandes mandíbulas simbolizaban a la tierra en los manuscritos y era encima de ellas donde los escribas representaban al sol o a los astros. Se mencionaba también su nombre en ciertas invocaciones, prometiéndole sacrificios.

### Relación entre Tlaltecuhtli y Tlalcíhuatl
Tlaltecuhtli (del náhuatl, "señor tierra") en la mitología mexica es presentado como varón de este elemento, la tierra; lo reverenciaban con grandes sacrificios y ofrendas. La principal reverencia que en su honor se practicaba, era tomar el polvo con el dedo mayor de la mano y llevarlo a la boca; se hacía en memoria del nacimiento y muerte de los hombres; y como hembra del mismo elemento, la tierra, Tlalcíhuatl (del náhuatl, "señora tierra") era representada como una rana fiera, con bocas llenas de sangre en todas sus coyunturas, para representar que todo lo comía y tragaba.
En la creación de la Tierra, los dioses no se cansaban de admirar el mundo líquido, sin oscilaciones, sin movimientos, por lo que Tezcatlipoca y Quetzalcóatl pensaron que el mundo recién creado debía ser habitado. Y para ello hicieron bajar del cielo a la señora Tlalcíhuatl, 'señora de la tierra', y Tlaltecuhtli, 'señor de la tierra', sería su compañero.

### Relación entre Tlaltecuhtli y Coatlicue
Todas las deidades de la tierra son femeninas, excepto la advocación de Tezcatlipoca, que es Tepeyóllotl, 'corazón del cerro', y Tlaltecuthli, 'señor tierra', que este último está formado por el centro del cuerpo de Cipactli, que a eso se debe a su otro nombre, Tlalticpaque, 'señor del mundo'. Tlaltecuhtli cumple con Coatlicue como consorte en calidad de devorador, y Coatlicue como la que da nacimiento continuo a nuevos seres, hombres y animales.

### Relación entre Tlaltecuhtli y Cipactli
Tlatecutli (del náhuatl: tlalcihuatl ‘la señora de la tierra’‘tlalli, tierra; cihuatl, señora’) en su forma femenina, Tlalcíhuatl es descrita como un monstruo sagrado de muchos ojos, los cuales provenían de todo su cuerpo, al igual que Cipactli. Ella poseía además infinitas bocas que mordían salvajemente. Un día, los dos dioses impacientes llamados en su lado masculino Tezcatlipoca y Quetzalcóatl decidieron crear la tierra. Una noche, esos dioses raptaron a la diosa Tlatecuhtli del cielo y la bajaron. En un lugar donde había agua le permitieron caminar, y escondidos se pusieron a observarla. Ella era un caos venerado, un ente sagrado y estos dioses masculinos se dijeron que era menester fundar la tierra. Entonces los dioses se transformaron en serpientes gigantes y de forma violenta la atacaron, uno agarró la diosa de la mano derecha hasta el pie izquierdo y el otro de la mano izquierda hasta el pie derecho y la estiraron tanto que la partieron en dos. Con ello se fundó la tierra, con una parte del cuerpo de la diosa y el cielo con la otra parte. El ultraje tan desgarrador y violento que se le hizo a la diosa Tlatecuhtli causó horror a los dioses viejos quienes decidieron, como para compensar el dolor de la diosa, que de su cabeza germinara todo lo bueno para que los seres humanos pudieran habitar en la tierra, así hicieron de sus cabellos, árboles y flores y yerbas; de su piel, yerba muy menuda y florecillas; de los ojos, pozos profundos y fuentes y pequeñas cuevas; de la boca, ríos y cavernas grandes; de la nariz, valles y montañas.
La primera montaña, cuya representación era el templo mayor de las ciudades mesoamericanas fue creada por los dioses como un lagarto monstruoso que flotaba en las inmóviles aguas del mar. Este monstruo era macho y hembra a la vez; en su aspecto femenino, se le llamaba Cipactli, "lagarto", y en el masculino, Tlaltecuhtli, "señor de la tierra". En las articulaciones este ser tenía ojos y boca, con la cual mordía como bestia salvaje.

## Aspecto físico

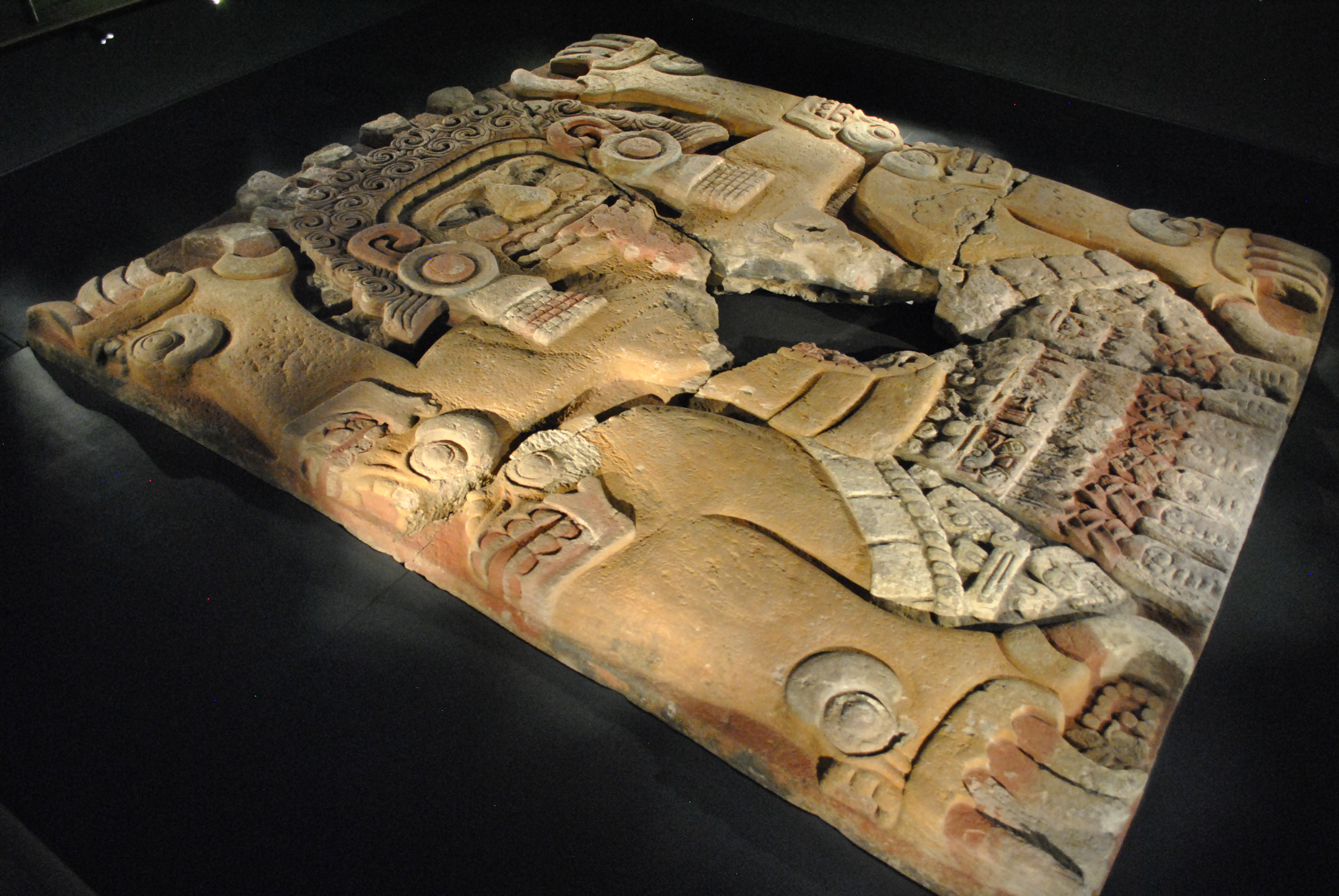
Monolito de Tlalteciuatl - Representación femenino antropomorfo

La caracterización de esta deidad concierne de una serie de apariciones en el transcurso de la historia y del origen de la tierra. Debido a la directa relación que Tlaltecuhtli tenía con la tierra, la imagen de este nunca estaba a la vista ya que, de manera intencional, se plasmaba debajo de otras piezas con el objetivo de que la figura estuviera literalmente pegada a la tierra, al piso. Por consiguiente, la gran mayoría de las representaciones que se han encontrado fueron labradas en la parte inferior de esculturas dedicadas a otros dioses, debajo o en la base de recipientes como el tepetlacalli –usado para depositar pías de autosacrificio– o en cuauhxicalli - vasijas para depositar corazones-.
Podemos encontrar a Tlaltecuhtli en imágenes representadas de cuatro formas: en su aspecto femenino antropomorfo, masculino antropomorfo, femenino zoomorfo y como Tláloc-Tlaltecuhtli. Sin embargo se describirá a continuación las representaciones más significativas de la mitología mexica.
En la concepción de la tierra y de los inicios del universo se identifica a Tlaltecuhtli como una deidad zoomorfa de género masculino; un temalacatl que en la época colonial fue usado como una pileta por los monjes del convento mayor de San Francisco en la Ciudad de México, representa al dios como un animal espinoso –cipactli– y también como una especie de monstruo, a manera de sapo, en posición agazapada, ya sea en decúbito ventral o dorsal, en el cual se distinguen los glúteos cubiertos por un complejo ornamento de plumas y cuerdas ubicadas en la sección superior de la composición; brazos y piernas se flexionan y en sus coyunturas, hombros, codos, talones y muñecas, hay cráneos que nos recuerdan que este ser tenía colmillos por todo el cuerpo para devorar y descarnar los cadáveres de los hombres que yacerían en la tierra. De igual forma, sobre su lomo aparece un enorme cráneo y a un lado se nota la perforación que serviría, en época posterior, como desagüe de la pileta.
Sin embargo, el monolito de Tlalteciuatl representa a un ser antropomorfo de cuerpo entero femenino y se percibe la anatomía de Tlalteciuatl con toda nitidez, a excepción de la cadera y el bajo vientre que son abrigados por una falda corta. Dominan, por tanto, las superficies lisas de su piel expuesta, pintadas de un intenso y uniforme color ocre. Los brazos, abiertos hacia el exterior, se doblan en ángulo recto hacia arriba para quedar en alto. Sus piernas también se despliegan hacia afuera con los muslos dirigidos en diagonal hacia los codos, pero a la altura de las rodillas se flexionan francamente hacia abajo, reproduciendo a espejo el gesto de los brazos. Esta peculiar posición, en la que el personaje permanece recostado boca arriba y mirando hacia el cenit, ha captado la atención de los especialistas por más de un siglo. Entre una variada gama de interpretaciones se le vincula con la postura de un batracio, del alumbramiento, de la derrota bélica/sacrificio, del acto sexual, de descenso o que emula la estructura cuatripartita de la superficie terrestre. Por ello, fue en el 2006 con el descubrimiento del monolito, cuando se intensificó la teoría de Tlaltecuhtli como una deidad femenina con cabellos rojizos rizado con una banda en su frente, falda corta, torso descubierto, garras y dientes afilados.
El arqueólogo mexicano y colaborador en el proyecto del Templo Mayor, Leonardo López Luján, quien es uno de los investigadores líderes de dicha zona describe en su libro a la diosa y señala que uno de los atributos más bellos de la Tlalteciuatl es su compleja cabellera rizada de color rojo oscuro. Rasgo distintivo de las temibles divinidades de la noche, la tierra, el inframundo y la muerte, pues es la antítesis del canon estético mexica que calificaba al pelo lacio como signo de belleza. Entre los rizos y a un nivel ligeramente más bajo, se perciben grupos de tres bandas paralelas e inclinadas que se entreveran como si se tratara de un zacatapayolli o bola de heno para ensartar los instrumentos del autosacrificio.
La cabellera se une a la frente de la diosa por medio de una banda ocre, la cual simboliza, en la iconografía mexica, una incisión en el cuerpo producto de la guerra o del sacrificio, un corte a cercén de la cabeza o de un miembro y en sentido más amplio, un portal/cueva al más allá como el que poseen, por ejemplo, las imágenes de los zacatapayolli y las montañas sagradas. Tiene ensartadas radialmente diez banderas de papel. Cada una de ellas consta de un asta de madera a la cual están fijos un remate trapezoidal y un rectángulo vertical de papel blanquecino decorado con franjas horizontales rojas las cuales simbolizan el sacrificio y la muerte.
Por otra parte, el rostro de la diosa posee una frente estrecha, limitada por dos bien señalados arcos superciliares que enmarcan unos ojos semicirculares con pupilas, comisuras y párpados realzados. La nariz es realista, ancha y de aletas prominentes, en tanto que las mejillas están aderezadas con discos rojos, distintivos de las diosas de la tierra, que tienen inscritos sutiles anillos azules.  La boca, abierta y semidescarnada, deja totalmente visibles sus encías rojas y sus dos hileras ocho dientes blanquecinos cada una. A través de ella la diosa proyecta discretamente la punta de la lengua para darle un sorbo a la corriente de sangre que mana de su propio abdomen; ésta fluye sobre el pecho, formando unos seis pares de derivaciones simétricas a lo largo de su trayectoria. Ella, en lugar de manos y pies, posee garras amenazantes que se transforman en mascarones de seres telúricos, seres que surgen del fondo de la tierra.
El torso desnudo nos revela el sexo de la divinidad. Sus dos senos fláccidos la califican como una madre altamente fértil y prolífica que ha amamantado a toda su progenie; la idea de la maternidad se reitera aquí a través de los cuatro pliegues carnosos que atraviesan el abdomen de lado a lado, los cuales representan huellas irreversibles de un sinnúmero de partos; su vientre se percibe como una puerta hacia el Mictlán, lugar de los muertos. 
De igual forma, siguiendo una representación femenina, la falda corta de Tlaltecuhtli tiene el motivo alternante de cráneos humanos y huesos largos cruzados que expresa la naturaleza terrestre de quien la porta y distingue a los seres de la oscuridad que ayudaron a formar y poblar el universo al principio del tiempo.

## Veneración
El culto que se le celebraba al ‘gran señor’ Tlaltecuhtli se cree que estaba restringido únicamente a la clase sacerdotal. Eduardo Matos describe en sus textos que la razón por la cual no se le rendía culto público y no se conoce ningún templo dedicado a esta deidad se debe a una de las funciones que cumplía este dios; devorar cadáveres.
Siguiendo los estudios del arqueólogo Matos Moctezuma, este dios estaba directamente asociado a distintas funciones y se sabe por las distintas representaciones que se han encontrado del mismo; entre estas: fecundar la tierra que da vida, devorar cadáveres por su vagina dentada (Mircea Eliade describe este término en el libro Iniciaciones místicas como el descenso a una cueva o hendidura en la tierra, a la cual se le considera como la boca o útero de la tierra), “parir” a los muertos para que pueda renacer y llegar a su destino según la manera en la que hayan muerto, ser tierra y el primer paso al inframundo, la de estar entre los niveles del inframundo y los del cielo, la de ser tierra que descansa sobre las aguas primordiales.  Es por esto que se le asocia a Tláloc, Tonatiuh y a Mictlantecuhtli.
Se sabe por los escritos de Fray Bernardino de Sahagún que al gran señor de la tierra se le reverenciaba con sacrificios y ofrendas. “Se le ofrecían corazones los cuales se depositaban en vasijas llamadas cuauhxicalli y la sangre era diluida o vaciada en un tamalacatl… para que así cumpliera con su función de fertilidad.” De Sahagún también describe que Tlaltecuhtli “es mencionado en los discursos de tlatoanis, en cantos nahuas, en el momento del nacimiento y en juramentos.”.
Entre los cantos que se conocen en honor de esta deidad, se encuentra el siguiente recopilado por el Fray Bernardino:

El dios de la tierra abre la boca, con hambre de tragar la sangre de muchos que morirán en esta guerra. Parece que se quieren regocijar el Sol y el dios de la Tierra llamado Tlaltecuhtli; quienes dan a conocer a los dioses del cielo y del infierno, haciéndoles convites con sangre y carne de los hombres que han de morir en esta guerra. Ya están en la mira de los dioses del cielo y del infierno para ver quiénes son los que han de vencer […] cuya sangre ha de ser bebida y cuya carne ha de ser comida. (Sahagún, 1956:62)

La mayor de las reverencias que se hacían en honor esta deidad incluía poner el dedo en la tierra, llevarlo a la boca y chuparlo.

## El mito de Tlaltecuhtli
López Luján en su libro Tlaltecuhtli describe esta versión mítica como "un acto de destrucción y, a la vez creador" puesto que El gran dios de la tierra, aparece como “un ser cuyo desgarramiento instaura la estructura cósmica y da pie a la formación de la geografía sagrada y de las plantas que sustentarán la humanidad”. El hecho de que su cuerpo haya sido desmembrado dio pie a la creación de los cuatro niveles inferiores del cielo. Se cree que esto aconteció en la segunda creación después de que el mundo había sido destruido.
Tlaltecuhtli es sin duda uno de los personajes más representativos de la mitología nahua prehispánica ya que forma parte del mito de la creación. La historia cuenta que Tonacateuctli y Tonacacíhuatl quienes eran las deidades mexicas de la creación, tuvieron cuatro hijos: Tezcatlipoca rojo, Tezcatlipoca negro, Quetzalcóatl y Huitzilopochtli. Estos últimos crearon a una criatura llamada cipactli una especie de pejelagarto hembra (mitad cocodrilo, mitad pez).
En el libro Hystoire du Mexique se narra el mito de la creación y se da a conocer al dios y diosa Tlaltecuhtli. Se dice “que este animal era un ser telúrico que se hallaba “tendido” y que flotaba sobre las aguas primoridiales” (aguas de las que se desconoce el creador.). Asqueados de ver como se comportaba este ser cuyo único propósito era devorar con sus enormes fauces y dientes, llevado por el deseo de comer carne, Quetzalcóatl y Tezcatlipoca de acuerdo en que la creación o se podía completar con una bestia tan horrenda en medio de ellos. Los dioses decidieron convertirse en serpientes. 
“uno de ellos tomó de la mano derecha y el pie izquierdo, y el otro de la mano izquierda y el pie derecho, la apretaron tanto que la hicieron partirse por la mitad y del medio de las espaldas hicieron la tierra y la otra mitad la subieron al cielo”.
Los otros dioses quedaron atónitos por lo sucedido y como recompensa, descendieron a consolarla y llenarla de regalos haciendo que de ella saliese todo fruto necesario para la vida. 
“Hicieron de sus cabellos árboles y flores y yerbas; de su piel la yerba muy menuda y florecillas; sus ojos son la fuente de pozos, manantiales y pequeñas cuevas; de la boca ríos y cavernas grandes; de la nariz valles y montañas”
El mito cuenta que después de esto, “la diosa aún lloraba por la noche, deseando comer corazones de hombres, y que esta no se callaba ni daba frutos, hasta que no fuese regada con sangre de hombres.”
Elda Lastra describe que “con su gran apetito, Tlaltecuhtli también devoraba al Sol, ya que el astro tenía que “morir” cada noche y “renacer” por la mañana. Cuando se ponía en el poniente, se desvanecía en el horizonte y entraba a las fauces de esta deidad, bajaba al mundo de los muertos, la matriz donde se depositan los huesos de los fallecidos por las causas naturales. Al amanecer, la estrella solar era parida por la diosa de la tierra.”.

## Otra versión del mito de Tlaltecuhtli
Si bien el manuscrito de Histoire du Mechique indica que el monstruo marino, Cipactli, es el mismo Tlaltecuhtli, otro documento antiguo, Historia de los mexicanos por sus pinturas, marca una clara diferencia entre estos. Esta antigua fuente del siglo XVI menciona claramente que del cuerpo de ese monstruo marino llamado Cipactli se creó a Tlaltecuhtli (la tierra). Así, desde la perspectiva de este códice, no son lo mismo Cipactli y Tlaltecuhtli. Tlaltecuhtli fue hecho, nace, del cuerpo de Cipactli, son diferentes, según el mito antiguo:
"Después, estando todos cuatro dioses juntos, hicieron del peje Cipactli la tierra, a la cual dijeron [llamaron] Tlaltecuhtli, y píntalo como dios de la tierra, tendido sobre un pescado [el monstruo marino] por haberse hecho de él."
En ninguno de los manuscritos antiguos se usa el término "Tlalcihuatl", no aparece escrito de esa manera. Lo que si queda de manifiesto es que Tlaltecuhtli no es ni más, ni menos, femenino o masculino. Es una entidad o divinidad que es dual, por igual. Tlaltecuhtli es otra manifestación de ese principio dual que rigió la cosmovisión de los antiguos mexicanos.

## Monolito de Tlaltecuhtli

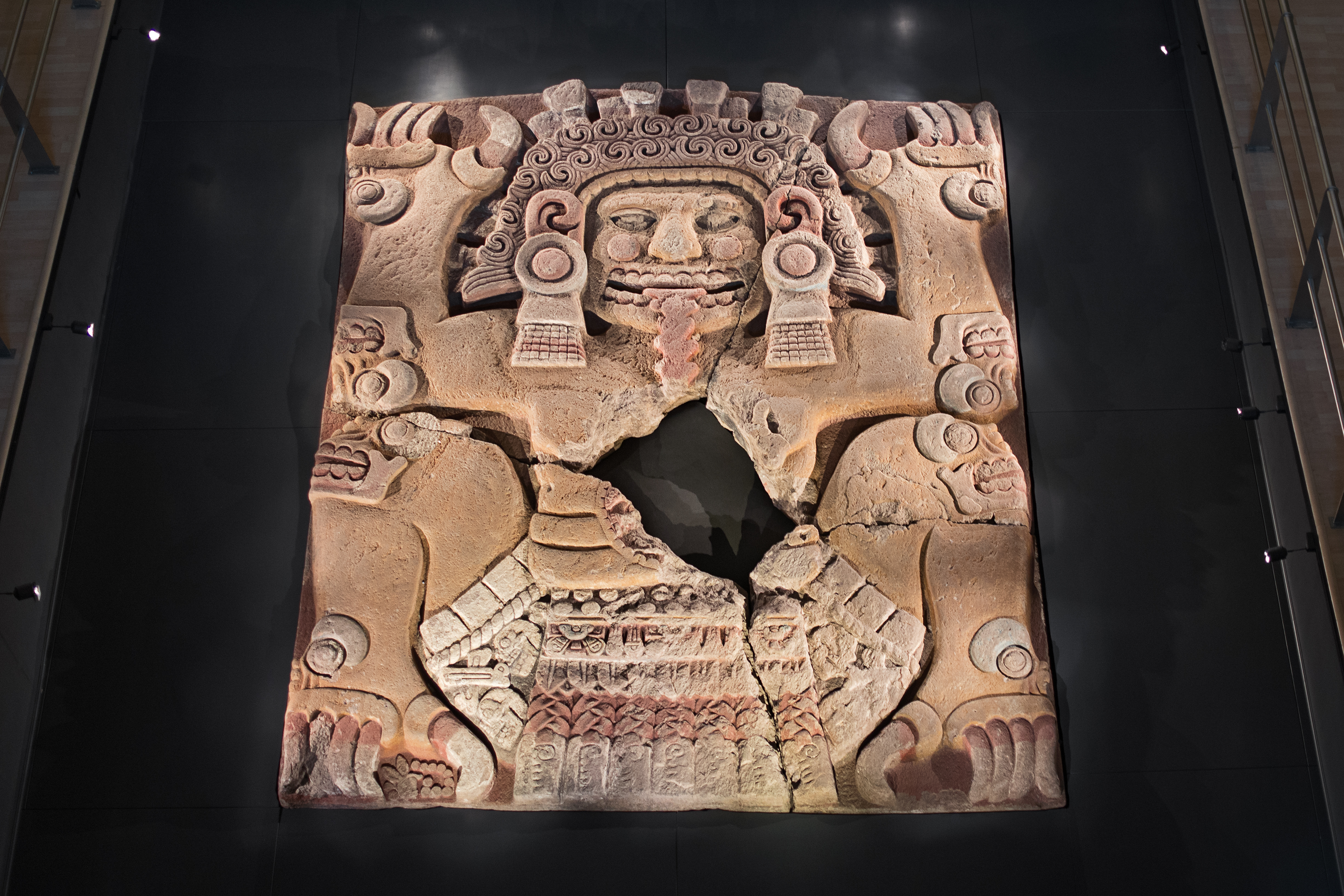
El monolito de Tlaltecuhtli se encuentra expuesto en el Museo del Templo Mayor, Ciudad de México.

El 2 de octubre de 2006 un enorme monolito con la imagen de esta deidad dual fue desenterrado en México, en las excavaciones de los cimientos del Templo Mayor de la Ciudad de México. En el portal del Consejo de Ciencia y Tecnología de México se califica este como el descubrimiento arqueológico más importante en los últimos 30 años. Respecto de esto, el arqueólogo Eduardo Matos Moctezuma, coordinador del proyecto Templo Mayor, agregó que «Tlaltecuhtli es una deidad telúrica y nocturna del sexo femenino que porta un faldellín adornado con cráneos y huesos cruzados, además de lucir un adorno dorsal con tiras y caracoles, exclusivo de las deidades femeninas».